# Kalynivka (Brovary)
Pour les articles homonymes, voir Kalynivka (homonymes).
Kalynivka (en ukrainien : Калинівка) ou Kalinovka (en russe : Калиновка) est une commune urbaine de l'oblast de Kiev, en Ukraine. Sa population s'élevait à 3 767 habitants en 2021.

## Géographie
Kalynivka est située à 26 km au nord-est de Kiev. 

## Histoire
Le village de Kalynivka est fondé en 1928 dans le Kalynovyï Kouchtch. En 1930, est fondé un kolkhoze. En 1941, le village est sur la ligne de font, lors de l'invasion de l'Union soviétique par l'Allemagne nazie. Kalynivka a le statut de commune urbaine depuis 2003.
Les armoiries et le gonfalon de Kalynivka représentent sur un fond bleu une croix blanche faite par des branches de viorne blanche avec des baies jaune.

## Population
Recensements (*) ou estimations de la population :
| 1959* | 1970* | 1979* | 1989* | 2001* |
| ----- | ----- | ----- | ----- | ----- |
| 2 468 | 4 303 | 5 205 | 6 227 | 3 833 |

| 2009  | 2010  | 2011  | 2012  | 2013  |
| ----- | ----- | ----- | ----- | ----- |
| 3 747 | 3 767 | 3 731 | 3 748 | 3 774 |

| 2021  | - | - | - | - |
| ----- | - | - | - | - |
| 3 767 | - | - | - | - |

## Transports
Kalynivka se trouve sur la route M-01, le principal axe routier d'Ukraine, et un échangeur permet d'accéder à Kalynivka.